# Ласкаво просимо до раю! 2: Риф
«Ласкаво просимо до раю! 2: Риф» — кінофільм режисера Стівена Херека, що вийшов на екрани в 2009 році.

## Зміст
Себастієн і Дені за гарну винагороду наймаються як аквалангісти-провідники, для занурення біля красивих і повних небезпек рифів Гавайських островів. У процесі пара стає заручниками нових клієнтів, і їм буде потрібно все їхнє вміння і любов, щоб вижити.

## Ролі
| Актор           | Роль |
| --------------- | ---- |
| Кріс Кармак     | -    |
| Лора Вандервурт | -    |
| Марша Томасон   | -    |
| Майкл Граціадіо | -    |
| Марсіо Монро    | -    |
| Одріна Петрідж  | -    |
| Аманда Кіммел   | -    |
| Ренд Холдрен    | -    |
| Девід Андерс    | -    |
| Марк Кубр       | -    |

## Знімальна група
- Режисер — Стівен Херек
- Сценарист — Мітчелл Кепнер
- Продюсер — Девід Бруквелл, Девід Бьюлоу, Шон МакНамара
- Композитор — Роберт Дункан